# Az Orkney-szigetek zászlaja

A nem hivatalos zászló

Az Orkney-szigetek címeres lobogóját 1975. március 3-án ismerték el. A hajó (hagyományos evezős hajó) az Orkney-szigetek grófságának címeréről való. Norvégia címere (fejszét tartó oroszlán) arra utal, hogy az Orkney-szigetek eredetileg Norvégiához tartoztak, és a királyi címer használatára jogosult két tartomány egyikét alkották.
2007-ben új zászlót vezettek be.